# Bessais-le-Fromental
Bessais-le-Fromental è un comune francese di 296 abitanti situato nel dipartimento del Cher, nella regione del Centro-Valle della Loira.

## Società

### Evoluzione demografica
Abitanti censiti